# Atlanta californiensis
Atlanta californiensis is een slakkensoort uit de familie van de Atlantidae. De wetenschappelijke naam van de soort is voor het eerst geldig gepubliceerd in 1993 door Seapy & Richter.